# Baix
Baix is een gemeente in het Franse departement Ardèche (regio Auvergne-Rhône-Alpes). De plaats maakt deel uit van het arrondissement Privas. Baix telde op 1 januari 2022 1.293 inwoners.

## Geografie
De oppervlakte van Baix bedroeg op 1 januari 2022 17,39 vierkante kilometer; de bevolkingsdichtheid was toen 74,4 inwoners per km².
De onderstaande kaart toont de ligging van Baix met de belangrijkste infrastructuur en aangrenzende gemeenten.

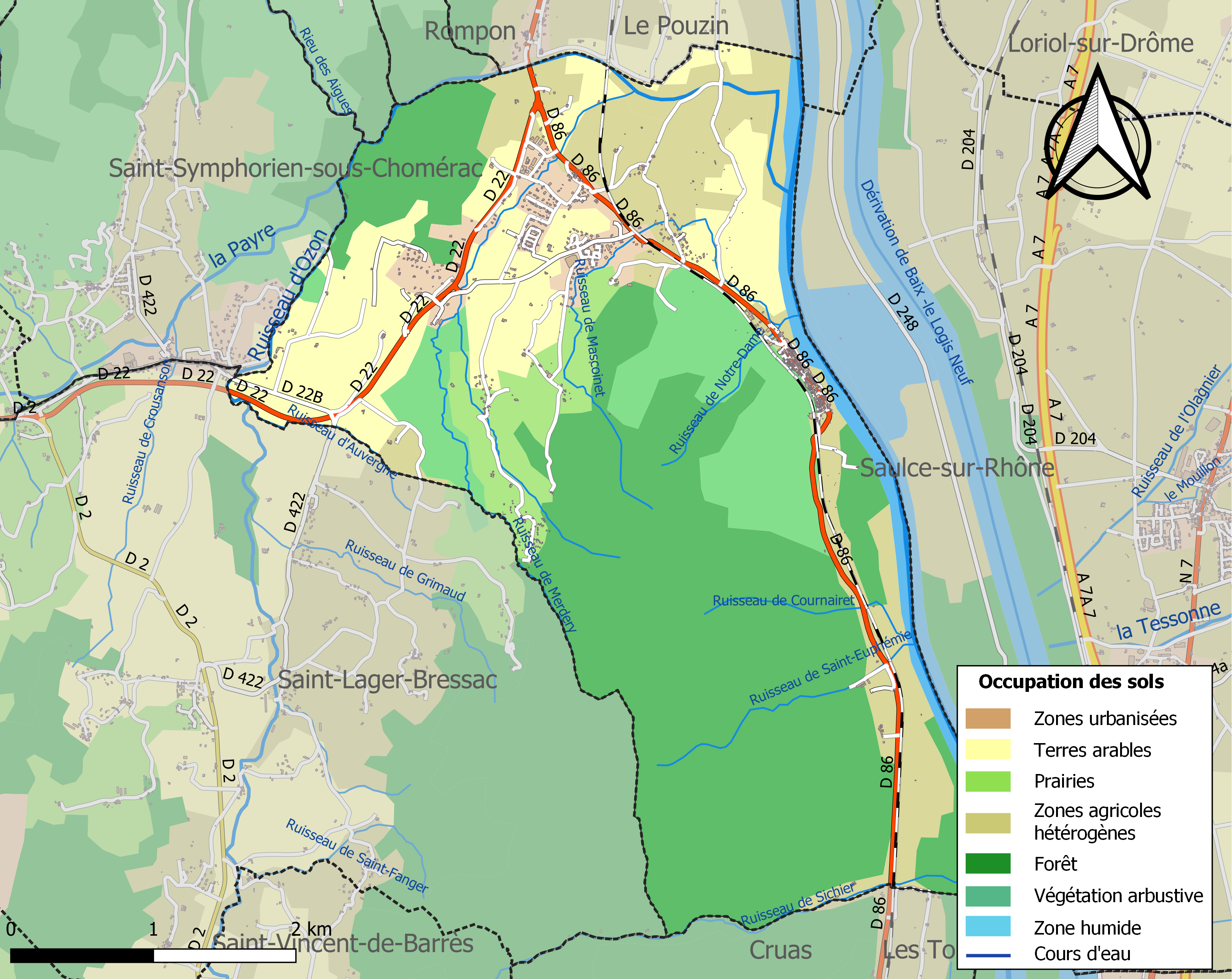

## Demografie
Onderstaande figuur toont het verloop van het inwonertal (bron: INSEE-tellingen).

Vanwege een beveiligingsprobleem met de MediaWiki Graph-software is het momenteel niet mogelijk deze grafiek weer te geven. Zodra de software is bijgewerkt zal de grafiek vanzelf weer zichtbaar worden.